# Zastava Estonije
Zastava Estonije se sastoji od triju jednako širokih vodoravnih pruga plave, crne, i bijele boje. Ime zastave na estonskom je sinimustvalge (doslovno plavo-crno-bijelo).
Zastava je postala znak estonskog nacionalizma nakon 1880. godine. Prihvaćena je kao državna zastava 21. studenog 1918. godine, nakon osamostaljenja 4. srpnja 1918. godine.
Sovjetski napad u lipnju 1940. i aneksija Estonije, dovelo je do zabrane ove zastave. Zadnja zastava spuštena je 27. srpnja 1940. godine i zamijenjena je zastavom Estonske SSR.
Za vrijeme njemačke okupacije 1941. – 1944., zastava je prihvaćena kao etnička zastava Estonaca, ali ne kao državna zastava. Nakon što su se Nijemci povukli iz Tallinna u rujnu 1944., estonska zastava se ponovno pojavila. Kada je 22. rujna 1944. u Estoniju upala Crvena armija, izvješena ja samo crvena sovjetska zastava.
Zastava je ostala ilegalna sve do kraja 1980-tih godina. Ponovno je prihvaćena kao državna zastava 7. kolovoza 1990. godine, nepunu godinu prije nego što je Estonija ponovno postala neovisna.

## Vanjske poveznice
- Flags of the World